# 六郷駅

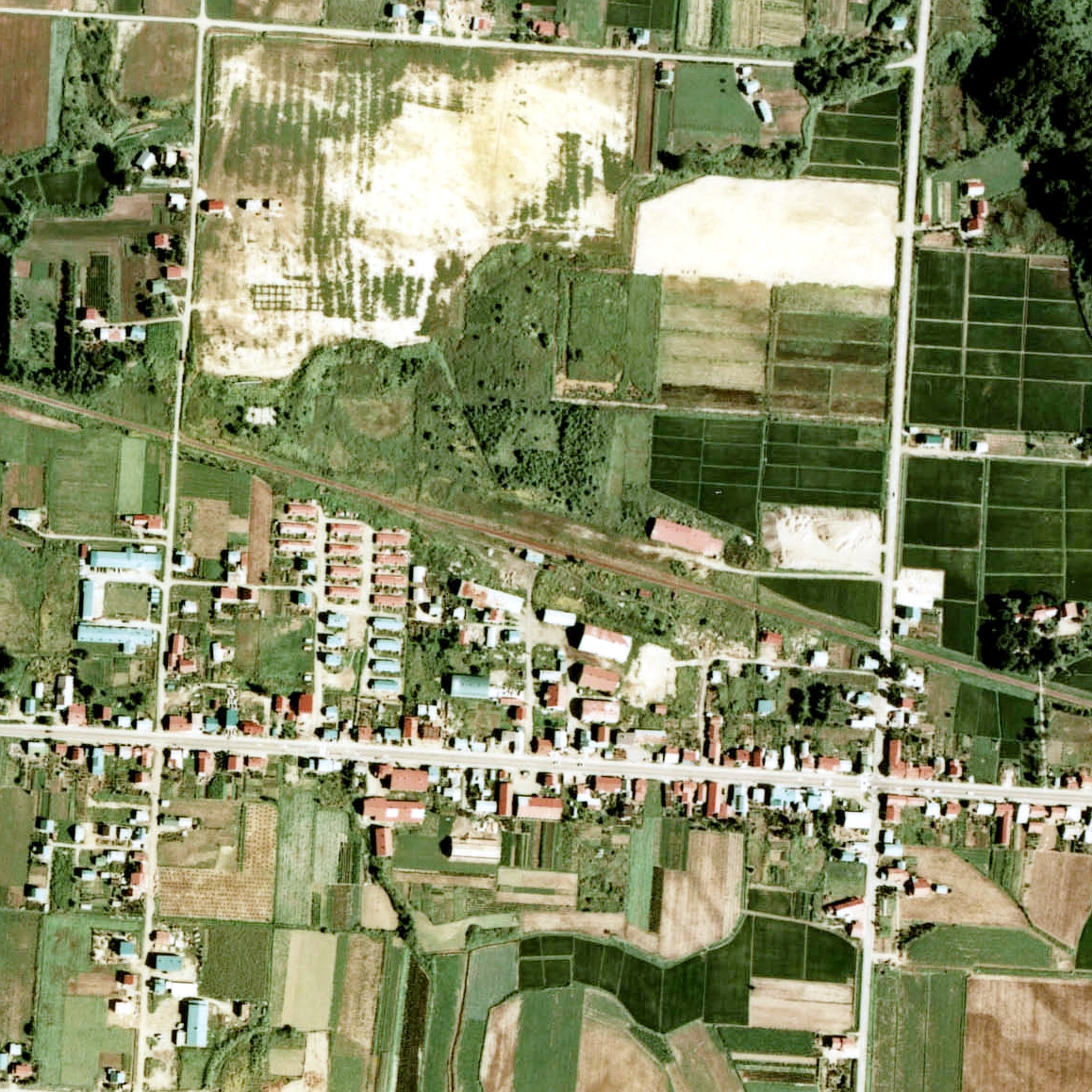
1976年の六郷駅と周囲約750m範囲。左が倶知安方面。

六郷駅（ろくごうえき）は、かつて北海道（後志支庁）虻田郡倶知安町北4条東8丁目に設置されていた、日本国有鉄道（国鉄）胆振線の駅（廃駅）である。電報略号はロク。事務管理コードは▲131915。

## 歴史
- 1919年（大正8年）11月15日 - 国有鉄道京極軽便線倶知安駅 - 京極駅間開通に伴い、開業。一般駅[1]。
- 1922年（大正11年）9月2日 - 路線名を京極線に改称し、それに伴い同線の駅となる。
- 1944年（昭和19年）7月1日 - 胆振縦貫鉄道が戦時買収により国有化され、路線名を胆振線に改称[1]。同時に京極線を胆振線に編入し、それに伴い同線の駅となる。
- 1971年（昭和46年）10月1日 - 貨物・荷物の取り扱いを廃止[1][4]。同時に無人化[5][6]（簡易委託化[7]）。
- 1986年（昭和61年）11月1日 - 胆振線の全線廃止に伴い、廃駅となる[2]。

### 駅名の由来
当地が「倶知安町6号線（西6号線）」にあることからそれをもじって名付けた。

## 駅構造
廃止時点で、単式ホーム1面1線を有する地上駅であった。ホームは、線路の南西側（倶知安方面に向かって左手側）に存在した。転轍機を持たない棒線駅となっていた。かつては相対式ホーム2面2線を有する、列車交換可能な交換駅であった。使われなくなった1線は交換設備運用廃止後に線路、ホーム共に撤去されていた。
無人駅となっていたが、有人駅時代の駅舎が残っていた。駅舎は構内の南西側に位置し、ホーム中央部分に接していた。無人化後は正面の事務室部分の窓は板材が打ち付けられ、閉鎖されていた。

## 利用状況
- 1981年度（昭和56年度）の1日当たりの乗降客数は10人[5]。

## 駅周辺
- 国道276号（尻別国道）[11]
- 倶知安町立東陵中学校
- 倶知安町立東小学校
- 文化福祉センター - 敷地内に9600形蒸気機関車79615号機が静態保存・展示されている[12]。胆振線を走行した「2つ目キューロク」で[13]、「2つ目羊蹄」と記載されたイラスト入りのヘッドマークが装着されている[12][13]。
- 倶知安峠 - 駅から西に約5km[5]。
- 尻別川[11]
- 羊蹄山（蝦夷富士） - 駅の南[11]。

## 駅跡
2001年（平成13年）時点では記念公園として整備され、第3種車止め付きのレールとホーム、駅名標が設置され、ホームに横付けする形で国鉄の旧型客車であるオハ46形オハ46 501とヨ6000形7900番台車掌車ヨ7913の2両が静態保存・展示されている。また9600形蒸気機関車9669の動輪も記念碑として展示されている。踏切警報機付きの踏切も再現されている。車輌はパークゴルフの休憩場に利用され、乗車可能である。駅舎は残っておらず、ホームは模擬である。2010年（平成22年）時点、2011年（平成23年）時点でも同様であった。胆振線沿線で唯一の記念施設である。尚、本当の駅の位置は公園の西側であり、ホームが雑草に埋もれているものの現存している。

## 隣の駅
日本国有鉄道
胆振線
参郷駅 - 六郷駅 - 倶知安駅